# Отношения Австралии и Папуа — Новой Гвинеи
Отношения Австралии и Папуа — Новой Гвинеи — двусторонние отношения между Австралией и Папуа — Новой Гвинеей. Дипломатические отношения между странами были установлены в 1975 году после обретения независимости Папуа — Новой Гвинеей от Австралии. Австралия управляла Папуа — Новой Гвинеей в качестве зависимой территории с 1945 по 1975 год, до сих пор является главным партнёром и имеет огромное экономическое влияние на экономику этой страны.

## История
В 1902 году юго-восточная часть острова Новая Гвинея перешла под руководство австралийской администрации после аннексии Великобритании. В 1920 году Лига наций дала мандат Австралии на управление территорией Германской Новой Гвинеи (северо-восточная часть острова), а в 1945 году эта территория была объединена с юго-востоком в административный союз. В 1975 году Папуа — Новой Гвинее была предоставлена независимость, но, несмотря на это, между двумя странами сохраняются тесные отношения. Политические институты Папуа-Новой Гвинеи строятся на основе Вестминстерской системы, заимствованной у Австралии.

### Наше время
В 2001 году двусторонние отношения были укреплены «Тихоокеанским соглашением». Папуа — Новая Гвинея согласилась построить у себя центры содержания под стражей заявителей-беженцев, ищущих убежища в Австралии, в обмен на экономическую помощь. Беженцы были отправлены на остров Манус, а Австралия оплатила расходы по их содержанию, обеспечив Папуа-Новую Гвинею экономической помощью. Последним заключенным был Аладдин Сисалем, который содержался в одиночной камере с июля 2003 по июнь 2004 года, пока наконец не получил убежище в соседней стране. Австралия продолжала платить ПНГ за содержание пустого изолятора до конца 2007 года. Отношения между премьер-министром ПНГ Майклом Сомаре и премьер-министром Австралии Джоном Говардом были достаточно напряжёнными, Сомаре на некоторое время был запрещён въезд в Австралию. В марте 2005 года служащие аэропорта Брисбен потребовали у Майкла Сомаре снять ботинки во время обычной проверки при прохождении таможенного контроля. Майкл Сомаре посчитал это унижением, что привело к дипломатическому скандалу и значительному охлаждению в отношениям между двумя странами. В Порт-Морсби прошёл марш протеста, протестующие требовали у Высокой Комиссии Австралии извинений за этот инцидент.
В 2006 году отношения между Папуа-Новой Гвинеей и Австралией ухудшились из-за «дела Джулиана Моти». 29 сентября 2006 года Джулиан Моти, близкий соратник Манассе Дамукана Согаваре (тогдашнего премьер-министра Соломоновых Островов) был арестован в Порт-Морсби по просьбе австралийской стороны. Джулиану Моти австралийцы предъявляли обвинение за его сексуальные отношения с детьми в Вануату в 1997 году. 10 октября 2006 года Вооружённые силы Папуа — Новой Гвинеи организовали побег Джулиана Моти и он был доставлен на военном самолёте на Соломоновы Острова, что вызвало возмущение со стороны австралийского правительства. В декабре 2006 года Австралия отменила переговоры на уровне министров и запретила чиновникам Папуа-Новой Гвинеи въезжать в Австралию.
В 2007 году оба премьер-министра прошли через процедуру перевыборов. Сомаре был переизбран, а на смену Говарду пришёл Кевин Радд. Радд вскоре отправился налаживать отношения со своим коллегой из Папуа — Новой Гвинеи. В декабре 2007 года они провели встречу на Бали, во время которой договорились возобновить нормальные дипломатические отношения. В марте 2008 года Кевиг Радд посетил Папуа — Новую Гвинею с официальным визитом.

## Экономические отношения

Экспорт Австралии в Папуа — Новую Гвинею (в A$ миллионах) с 1988 по н.в.
Экспорт Папуа — Новой Гвинеи в Австралию (в A$ миллионах) с 1988 по н.в.